# Чабертова ванга
Чабертовата ванга (Leptopterus chabert) е вид птица от семейство Vangidae, единствен представител на род Leptopterus.

## Разпространение
Видът е разпространен в Мадагаскар.